# Instruction List
IL (Instruction List) (Список Инструкций) — язык программирования из группы стандарта IEC61131-3.
Предназначен для программирования промышленных контроллеров. По синтаксису напоминает ассемблер.
Пример: Линейное преобразование (масштабирование сигнала) вида {\displaystyle Y(x)=A\cdot x+B}
```
LD   x
MUL  A
ADD  B
ST   Y

```

Применяется для программирования автоматизированных систем управления технологическим процессом и систем промышленной автоматизации, программируемых логических контроллеров.

## Изменения по сравнению со стандартом IEC 61131
Многие разработчики программного обеспечения при соблюдении всех требований IEC 61131-3 вводят дополнительные специфические для разработчика вызовы или функциональные блоки для более полного соответствия своему оборудованию, например, такие как «чтение» или «запись» и «ввод-вывод».
Язык списка инструкций ПЛК фирмы Siemens известен как «Список операторов» или «STL» на английском языке и «Anweisungs-Liste» или «AWL» на немецком, итальянском и испанском языках. Пользователь пакета разработки Simatic может выбирать между немецкой и международной мнемоникой для представления инструкций. Например, «A» для «AND» или «U» для «UND», «I» для «Input» или «E» для «Eingang».